# TETRIS THE GRANDMASTER4 -ABSOLUTE EYE-
『TETRIS THE GRANDMASTER4 -ABSOLUTE EYE-』（テトリス ザ・グランドマスター4 アブソリュート・アイ）は、アリカが開発し2025年4月4日に発売されたゲームソフト。通称は『TGM4』。
「テトリス ザ・グランドマスター」シリーズの新作としては2005年12月10日発売の『テトリス ザ・グランドマスター エース』以来、ナンバリング作品としては2005年3月発売の『テトリス ザ・グランドマスター3 -Terror Instinct-』以来となる。
本作では、操作方法を「STANDARD」または「TGM」から選択可能。STANDARDではガイドラインに準拠したワールドルールとなるが、TGMでは過去のシリーズ作品と同等のテトリミノの色、テトリミノの出現時の方向、ドロップの仕様、回転補正、テトリミノ出現補正などが採用される。TGM3では「CLASSIC」という名称だったが、ザ・テトリス・カンパニーの方針変更でCLASSICはNES版『Tetris』のようなTGM以前のテトリスの操作方法を示す物となったため、今回はTGMへと変更されている。

## ゲームモード
MARATHON
一般的なテトリスのルールでハイスコアを競うモード。150ライン消去するとクリア。STANDARD操作（ワールドルール）でのみプレイ可能。
NORMAL
一般的なテトリスのルールで最速でLv999到達を競うモードで、旧来のTGMシリーズに似たモード。TGM操作（クラシックルール）でのみプレイ可能。
ASUKA
テトリミノ（ブロック）が最高速の20Gで落下し、7分の制限時間内でどこまでレベルを上げられるかを競う、中・上級者向けのモード。終点はLv1300だが、1000以降は前作のシャドウロールのように設置後一定フレームでミノが消えるようになり、1200以降は設置と同時に消える。
このモードでは設置したテトリミノを落下時の状態まで戻すことができるバックステップ機能があるが、制限時間は戻らず、タイムロスになるため多用の利かない仕様となっている。また、設置後の回転・移動の回数に制限がなく、無限回転(インフィニティ)が可能。
セクション（100Lv）間で1度以上テトリス、全消し、もしくはTスピントリプルのいずれかを達成しないとレベルがx99から進めないようになっている。
ASUKA EASY
2025年7月2日にVer.1.6.0へのアップデートの際に追加された、初心者向けのモード。
EASYは落下が遅い、制限時間30分、Lv1000で終了など、難易度が低く抑えられている。
ASUKA HARD
ASUKA EASYと同時に追加された、超上級者向けのモード。
ASUKAモードをクリアしたプレイヤーのみが選択できる。
HARDは制限時間が4分30秒とかなり短く、かつセクション突破条件がさらに厳しく設定されている。
MASTER
「ASUKA」と同様にテトリミノが20Gのままで落下する状況においてレベルアップを目指す、超上級者向けのモード。ゲーム途中では積まれたテトリミノが氷漬けになり消えなくなるなど、様々な困難に対処していく必要がある。最大レベルは2600。
KONOHA
テトリミノの1マスが2×2に拡大されたビッグブロックを用いるモード。ラインを全消しするごとにキャラクターのイラストが解放され、プレイ後に図鑑で閲覧することができる。プレイ序盤は全消しするためのガイドが表示される。難易度EasyではS, Zテトリミノが出現しない。
SHIRANUI
CPU（コンピュータ）と対戦するモード。複数の難易度があり、CPUに勝利するごとに次のレベルが解放される。対戦の制限時間は2分、目標レベルは999、2本先取で固定。

## 制作経緯
プロデューサーであるアリカの副社長・三原一郎が、自身の2009年9月10日付のブログにて本作の存在を公表し、同年9月19日開催の第47回アミューズメントマシンショーのセガブースで『Tetris THE GRAND MASTER4 THE MASTERS OF ROUND.』のタイトルでアーケードゲームとして参考出展された。同年10月31日には東京都渋谷区のゲームセンター「ハイテクランドセガ渋谷」でロケーションテストが実施された。
しかし、2010年9月18日付の三原のブログで突如「TGM4はリリースできません」と発表された。その理由の一つとして、主に日本国外においてTGMシリーズを模したクローンゲームとプレイ動画が多数公開されていること（三原は「クローン掃除をしている余裕がない」と表現している）を挙げている。
2015年には新規のシリーズ作品として『TGM2015』を開発していることが明かされ、一部で『TGM4』と紹介された。その後、2016年10月25日付のシリーズ公式Twitterアカウントで、リリースについて現在パブリッシャ（アークシステムワークス）が交渉中であると報告されたが、2017年4月3日付の同アカウントでは、ライセンサーとの条件が折り合わずアークシステムワークスから販売計画を白紙にしたいとの申し出があったと公表された。
2024年9月27日、アリカの公式Xアカウントにて、テトリスの版権を扱うザ・テトリス・カンパニーと新作ゲームについてのライセンス契約を締結したと発表され、同年12月3日には正式タイトルおよび2025年3月末までにSteamでリリース予定であることが発表された。